# Mécs (családnév)
A Mécs régi magyar családnév. Mécs, mint ’gyertyabél, kanóc’. Esetleg foglalkozásnév, a gyertyaöntő elnevezése lehet.

## Híres Mécs nevű személyek
- Mécs Alajos (1893–1978) magyar író, újságíró
- Mécs G. László (1943–1987) magyar újságíró
- Mécs Imre (1933) magyar villamosmérnök, politikus, országgyűlési képviselő
- Mécs Károly (1936) magyar színművész, rendező
- Mécs László (1895–1978) magyar költő, premontrei rendi kanonok, lapszerkesztő